# Burgnac
Burgnac är en kommun i departementet Haute-Vienne i regionen Nouvelle-Aquitaine i västra Frankrike. Kommunen ligger i kantonen Aixe-sur-Vienne som tillhör arrondissementet Limoges. År 2022 hade Burgnac 858 invånare.

## Befolkningsutveckling
Antalet invånare i kommunen Burgnac
| Referens: INSEE |